# Jesús Gil
Jesús Gil y Gil (ur. 11 marca 1933 w Burgo de Osma, zm. 14 maja 2004 w Madrycie) – hiszpański działacz sportowy, znany jako wieloletni prezydent klubu piłkarskiego Atlético Madryt, zajmujący się także działalnością polityczną.
Przez 10 lat sprawował funkcję burmistrza miasta Marbella; w związku z nadużyciami finansowymi popełnionymi w tym okresie został na krótko aresztowany w kwietniu 2002 (zwolniono go za kaucją).
W latach 1987–2003 sprawował funkcję prezydenta klubu Atlético Madryt, drugiego obok Realu wielkiego piłkarskiego przedsiębiorstwa w Madrycie. Za jego kadencji Atlético sięgnęło w 1996 po mistrzostwo i Puchar Hiszpanii, zaznało jednak również smaku degradacji do II ligi (2000). Jeszcze za kadencji Gila klub powrócił do najwyższej klasy rozgrywkowej w 2002. W następnym roku prezydent zrezygnował ze swojej funkcji; do końca życia zachował jednak pakiet większościowy akcji klubu, a jego syn Miguel Angel był dyrektorem generalnym Atlético.
Gil był znany z dyktatorskiej metody kierowania klubem. Wielokrotnie ingerował w pracę trenerów, był skłócony z wieloma z nich; w ciągu 16 lat pełnienia funkcji wymienił aż 26 szkoleniowców.